# Casa de las Cigüeñas
La Casa de las Cigüeñas (Casa de les Cigonyes en valenciano) está ubicada en la plaza de la Independencia número 7 de Castellón de la Plana, España, en un entorno característico de la ciudad. 
Este edificio residencial plurifamiliar forma parte de un conjunto de edificios construidos en la época de gran valor arquitectónico que definen un lienzo de fachada reflejo de la arquitectura de principios de siglo en Castellón. La situación del edificio en el entorno de la plaza hace que se perciba desde numerosas perspectivas, no pasando desapercibido por sus llamativos colores y por su gran valor arquitectónico.
La casa de "Les Cigonyes" es quizás la más destacable del entorno por su lenguaje colorista de carácter modernista valenciano. Este edificio construido en 1912 se le atribuye al arquitecto castellonense Godofredo Ros de Ursinos.

## Descripción

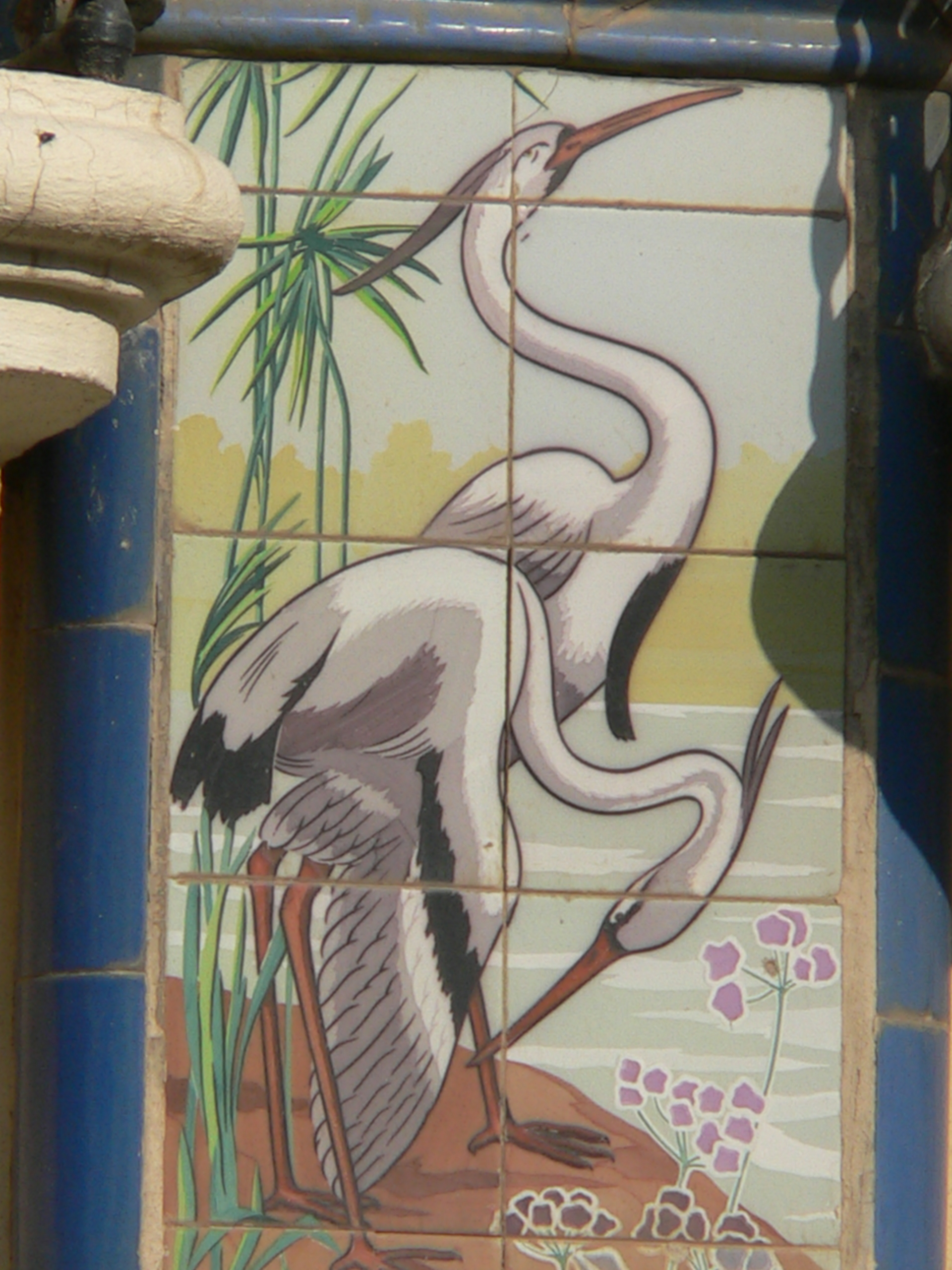
Detalle de los paneles cerámicos con cigüeñas.

Se desarrolla en tres plantas y desván en una amplia fachada en la que se diferencia claramente la planta baja de las superiores. La planta baja se resuelve con tres huecos rectangulares acabados con arcos de medio punto dispuestos simétricamente destacando por su mayor dimensión el hueco central en el que se sitúa el acceso. Este tramo de fachada tiene un acabado de paramento liso y un zócalo corrido de piedra en la parte inferior.
Las plantas superiores constituyen un lienzo muy bien organizado compositívamente a través de cuatro huecos verticales abiertos a balcones de hierro decorados con motivos modernistas. Estos huecos se separan por unas amplias pilastras decoradas en cerámica azul que introducen una escala de mayor proporción en el alzado al unificar las plantas superiores.
Las pilastras se rematan con dos pequeñas columnas tornasoladas sobre las que se apoyan pomos bulbosos. En el inicio de las pilastras, en la parte superior de la planta baja aparece una decoración policromada con imágenes de cigüeñas, que dan el nombre a este edificio.
La banda superior del desván es objeto de gran ornamentación. Los óculos forman parte de una pieza rectangular de contorno sinuoso adornada con motivos vegetales en relieve con piezas cerámicas de colores vistosos. Se encuentra muy próximo a la casa Alcón, del mismo autor y también de estilo modernista.